# ヤンス・フォード

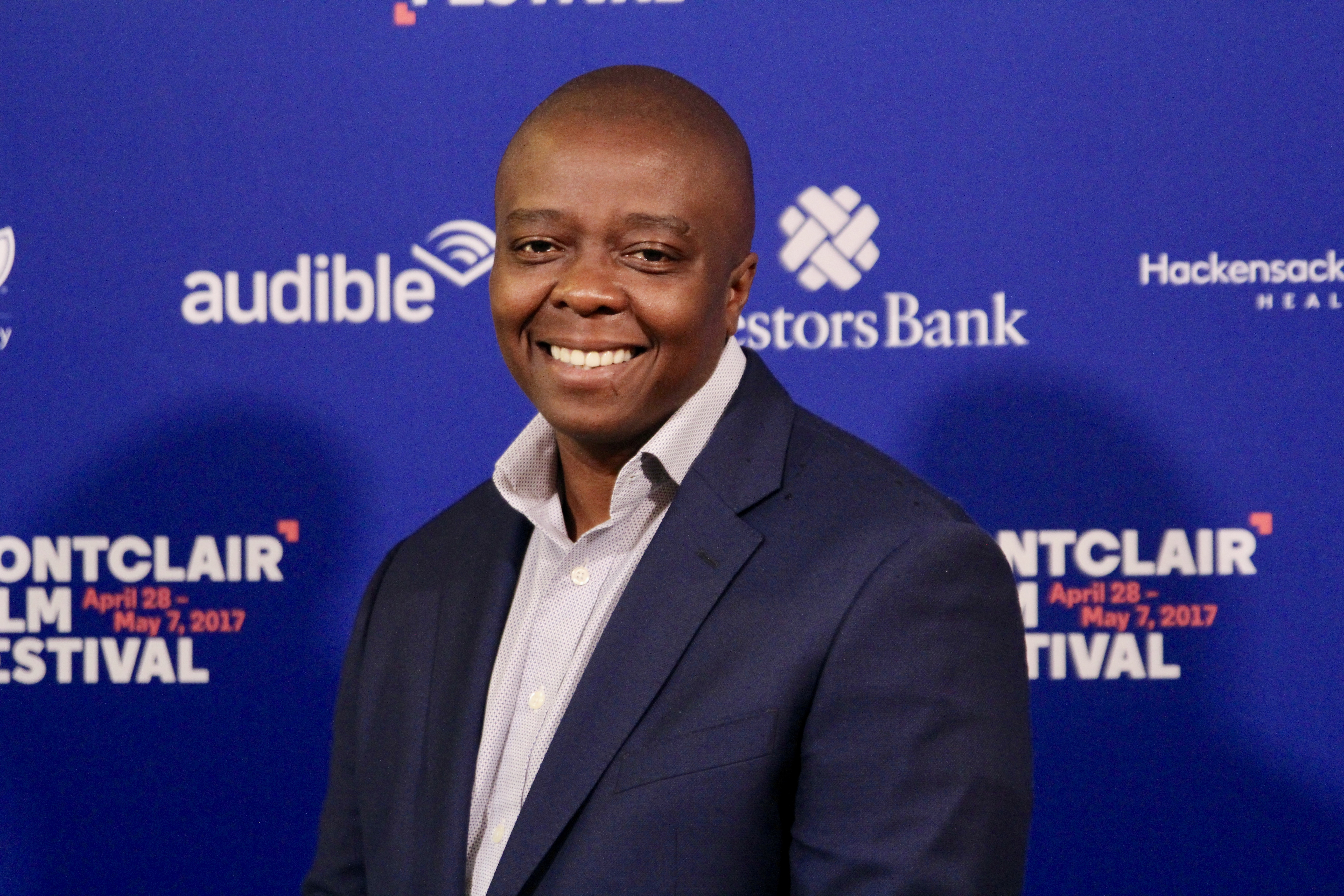
ヤンス・フォード

ヤンス・フォード（Yance Ford）は、アメリカ合衆国のプロデューサー、映画監督である。
1994年にハミルトン・カレッジを卒業し、2002年から10年間PBSでシリーズプロデューサーとして働く。
2011年、彼は『Filmmaker』誌によりインディペンデント映画の25人のニューフェイスの1人に選ばれた。また彼は2011-2012年にマクダウェルでフレッジリング・ファンド・フォローシップを得た。
2017年、彼は『The Root』誌により「25から45歳で最も影響力のあるアフリカ系アメリカ人の年次リスト」で100人中97位となった。
2018年1月、彼は『ストロング・アイランド』の監督・製作を務めたことにより、共同プロデューサーのジョスリン・バーンズと共に第90回アカデミー賞アカデミー長編ドキュメンタリー映画賞にノミネートされた。彼はトランスジェンダーであることを公表している監督としては初のアカデミー賞候補者である。『ストロング・アイランド』は彼の実兄のウィリアムが殺害された1992年の事件を題材としている。
彼はまたクリエイティブ・キャピタル賞とサンダンス・ドキュメンタリー・フィルム・プログラム・フェローシップを得た。